# Муханов Олексій Олексійович
Олексій Олексійович Муханов (31 липня 1860, Константинополь - 29 червня 1907, Лозанна, Швейцарія) - чернігівський предводитель дворянства (1899-1905), депутат Державної думи I скликання від Чернігівської губернії.

## Біографія
Спадковий дворянин. Народився в сім'ї Олексія Сергійовича Муханова (1832-1863) та Варвари Сергіївни (1838-1897), дочки князя С. Голіцина. Закінчивши юридичний факультет Санкт-Петербурзького університету зі званням кандидата прав, вступив на службу до Міністерства внутрішніх справ по відомству іноземних сповідань, потім був чиновником особливих доручень при міністрі графі Д. Толстому. Здобув придворне звання камер-юнкера.
Вийшов у відставку, займався сільським господарством. В 1896 обраний Новозибковським повітовим предводителем дворянства, а в 1889 - Чернігівським губернським предводителем. Обраний головою Чернігівських губернських земських зборів. Почесний мировий суддя у Новозибкові.
У 1904 році звернувся до імператора Миколи II з адрес-телеграмою про необхідність скликання народних представників, після чого був позбавлений придворного звання камер-юнкера, звільнений з посади голови губернської земської управи і не затверджений на посаді губернського предводителя. В 1905 став членом «Союзу визволення». Депутат з'їзду міських та земських діячів. Член Центрального комітету Конституційно-демократичної партії, голова Чернігівського губернського комітету. З жовтня 1906 р. товариш голови Петербурзького міського комітету партії.
15 квітня 1906 р. обраний до Державної думи І скликання від загального складу виборщиків Чернігівських губернських виборчих зборів. Входив до Конституційно-демократичної фракції. Голова аграрної комісії. Член комісій: щодо складання адреси, фінансової. Від пропозиції увійти до складу Бюджетної комісії відмовився. Підписав законопроєкт "Про зміну статей 55-57 Установи ГД". Виступав у дебатах з питань про недоторканність особистості та з аграрного.
Після розпуску Думи 10 липня 1906 року у м. Виборзі підписав "Виборзьке звернення". Наприкінці 1906 на початку 1907 року брав діяльну участь у справах партії народної свободи як член Центрального комітету партії та голови аграрної комісії.
25 серпня 1906 близько трьох годин Муханов виявився випадковим свідком замаху на П. Столипіна на його службовій дачі на Аптекарському острові в С.-Петербурзі. Три переодягнених бойовика есера-максималіста увійшли до приміщення, двоє з них були у мундирах ротмістрів жандармерії, але їх викрив один із охоронців. Побачивши небезпеку, бойовики підірвали бомби в портфелях. Окрім бойовиків загинули ще 29 людей, більша частина дачі була зруйнована, але Столипін залишився цілим. Муханов, який опинився в цей момент у будівлі, розповідав, «що не чув звуку вибуху, що спричинив таке страшне спустошення в будинку і вбив стільки людей. У повній тиші він був скинутий зі стільця, не знепритомнів і, вставши на ноги, найбільше здивувався темряві, що настала: ця штукатурка звернулася в дрібний пил, в якому дихати ставало неможливо. І лише після цього він помітив за два кроки від себе нерухому постать церемоніймейстера Вороніна, що спокійно залишався на своєму місці, бракувало тільки голови...».
Як і проти інших «виборжців», проти А. Муханова розпочато слідство за статтями 129, ч. 1, п. п. 51 та 3 Кримінального Уложення у справі про звернення. Але він не був засуджений, оскільки 29 червня 1907 р. Олексій Олексійович помер від раку стравоходу у Лозанні. Похований у сімейній усипальниці під Воскресенською церквою разом із батьками та братом С. Мухановим у селі Троїцьке-Кайнарджі Московського повіту (нині у межах Балашихи Московської області).

## Сім'я
- Брат - Сергій (1859-? )